# Châssis
Un châssis est un cadre rigide, fixe ou mobile, destiné à entourer ou supporter quelque chose.

## Châssis anciens
En termes de menuiserie, fin XVIIIe siècle, le châssis désigne tout bâti dont l'intérieur n'est pas rempli de panneaux. On distingue :
- châssis vitré — assemblage de montants et traverses rempli de petits bois pour recevoir les vitres, et qu'on place dans une petite baie d'un mur, d'une cloison, ou au-dessus d'une porte ; il en est qui sont dormants et d'autres qui sont ouvrants[M 1];
- châssis de couche — châssis qui se compose de montants et traverses, et se pose sous une bâche ou une vitre pour couvrir de jeunes plantes[M 1];
- châssis de fenêtre — partie ouvrante d'une fenêtre[1] composée de montants, traverses et petits bois[M 1];
- châssis d'imposte — châssis qui termine le haut d'une grande fenêtre[1] et qui, pour l'ordinaire, n'est point ouvrant et pose sur une traverse qu'on nomme imposte[M 1];
- châssis en tabatière — châssis ouvrant[V 1] (d'où son nom) composé de montants et traverses avec ou sans dormant, et souvent un montant au milieu, qu'on place dans un comble entre les chevrons pour éclairer une chambre, un grenier[M 1];
- châssis de plafond — châssis se composant de montants et traverses qu'on couvre de toiles et de papiers pour masquer les solives d'un plancher ou pour diminuer la hauteur d'une pièce[M 1];
- châssis de tenture — assemblage de tringles qu'on pose sur les murs pour les couvrir de toile et de papier[M 1];
- châssis de foyer ou frise de parquet — bandes de bois qui encadrent le foyer de pierre ou de marbre de la cheminée[M 1], moulures de cuivre entourant tablier de cheminée[V 1] (châssis de foyer — voir Frise);
- châssis cintré — châssis d'une fenêtre dont la partie supérieure qui se termine en demi-cercle ou demi-ovale[M 1].

En termes de tapisserie, fin XVIIIe siècle, « bois » est le nom collectif de tous les châssis destinés à être garnis d'étoffe pour servir de siège tels que chaise fauteuil, bergère, canapé, etc. ; Ces châssis se font en bois de hêtre, de noyer, de merisier ou d'acajou. Le « bois de lit » désigne un châssis avec deux dossiers garnis ou à panneaux sur lequel on pose un sommier et un/des matelas pour le coucher. On en fait de plusieurs formes que l'on distingue par les noms suivants : bois ordinaire - dont les pieds sont à colonne, les dossiers avec panneaux et les traverses unies ; bois à rouleau - dont les traverses du haut des panneaux sont arrondies, bois à flasque ou à tombeau (armature verticale ou latérale) dont le dossier est droit ou renversé et la traverse du devant ou pan fort large et cintrée sur le champ.
En termes de maçonnerie, fin XVIIIe siècle, le châssis désigne ce qui encadre une ouverture perpendiculaire, telle qu'une baie de regard d'une pierrée, d'une fosse d'aisances. Il est composé d'une ou de plusieurs pierres portant feuillure pour recevoir une dalle que l'on nomme tampon.
En termes de serrurerie, un châssis est l'assemblage du pourtour d'une porte, d'une rampe, d'un balcon, dans lequel les barreaux sont assemblés.
En termes de poêlerie, un châssis est le bâti sur lequel est montée la porte du poêle - Aussi la carcasse sur laquelle est monté un poêle à numéro.

## Châssis modernes

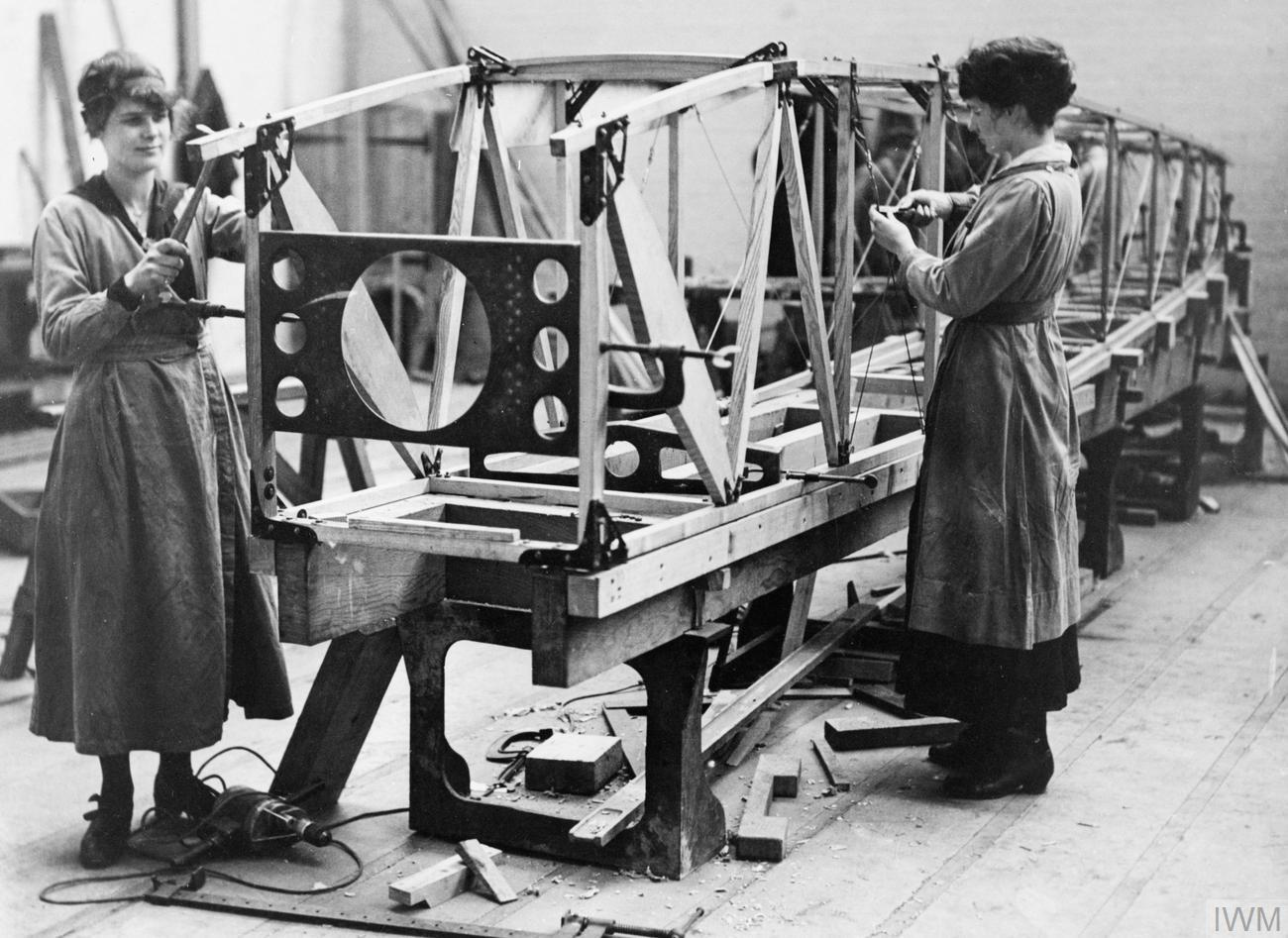
Châssis d'avion en bois. Première Guerre mondiale.

- Le châssis de fenêtre est le cadre qui supporte le vitrage, dont le châssis à guillotine[V 1].
- Le châssis d'aérage à lames est l' entrée d'air ou l'évacuation d'air ou de fumées[V 1].
- Le châssis de pierre est le cadre d'un tampon de regard, d'une trappe[V 1].
- Le châssis à coller de menuisier est le cadre de serrage des bois de menuiserie[V 1].
- En peinture d'art, un châssis est une armature sur laquelle la toile est tendue.
- En typographie, le châssis est un cadre en métal servant à maintenir la forme imprimante pour le passage sous la presse.
- En jardinage et en maraîchage, le châssis est une structure en bois, plastique ou métal, recouverte d'un matériau translucide (plastique, verre) pour faire office de serre au-dessus des plantations fragiles.
- Le châssis de véhicule ou châssis automobile, autrefois en bois, puis métallique, supporte et rigidifie tous les éléments constituant les véhicules, les automobiles. Jadis distinct de la carrosserie et des aménagements intérieurs, il a été remplacé par un châssis-coque.
- Le châssis des plaques photographiques des débuts de sa pratique, ou de film « grand format » (aussi appelé plan film) utilisé dans les chambres.
- En informatique et en télécommunications, un châssis désigne un boîtier d'équipement réseau encartable avec la connectique.
- En robotique, un châssis est une plaque sur laquelle sont posés tous les composants du robot et permettant de le faire tenir en équilibre.
- En fonderie, un châssis est un cadre métallique servant à maintenir le sable qui contient l'empreinte (moule). Les châssis ont besoin d'être très résistants car ils doivent supporter tous les efforts auxquels ils sont soumis.